# Journal of Functional Analysis
Journal of Functional Analysis is een internationaal, aan collegiale toetsing onderworpen wetenschappelijk tijdschrift op het gebied van de functionaalanalyse.
De naam wordt in literatuurverwijzingen meestal afgekort tot J. Funct. Anal.
Het tijdschrift is opgericht in 1967.
Het wordt uitgegeven door Elsevier en verschijnt 24 keer per jaar.